# Mecynotarsus faustii
Mecynotarsus faustii là một loài bọ cánh cứng trong họ Anthicidae. Loài này được Seidlitz miêu tả khoa học năm 1891.